# Sardes
Sardes o Sardis (grec antic: Σάρδεις o Σάρδις, Sárdeis, Sárdis) fou una ciutat de l'Àsia Menor, capital del Regne de Lídia, dels sàtrapes perses, d'Antígon, dels sàtrapes selèucides i capital regional amb els romans. Estava situada al peu del vessant nord de la muntanya Tmolos, prop del riu Hermos i a la riba del seu afluent, el Pactolos, que passava per la ciutat.
Va esdevenir capital del Regne de Lídia en temps del rei Meles, que la va fortificar, i probablement no existia des de massa abans. El rei Candaules, successor de Meles, ja hi va residir. Era de construcció senzilla, amb molta fusta, i es va incendiar diverses vegades. Tenia una acròpoli en una roca inaccessible rodejada d'una triple muralla. Durant el regnat d'Ardis fou presa pels cimmeris que no van poder conquerir-ne la ciutadella. Va convertir-se en una pròspera ciutat en temps del rei Cresos.
Eliminada la dinastia lídia, Sardes va esdevenir capital d'una satrapia persa vers el 540 aC. Durant la Revolta Jònica dirigida per Aristàgores i Histiaeu (499 aC - 494 aC), els jònics, amb ajut de naus d'Atenes van ocupar la ciutat menys la ciutadella, defensada per Artafernes i la guarnició persa. La ciutat es va incendiar accidentalment, i els jonis i atenencs se'n van retirar. Sardes fou reconstruïda. El rei de Pèrsia, en represàlia, va declarar la guerra a Atenes. Xerxes va passar a Sardes l'hivern anterior a la invasió de Grècia.
Cir el Jove hi va reunir les forces militars contra son germà Artaxerxes. Després de la victòria d'Alexandre el Gran a Grànicos (334 aC), Sardes es va rendir sense lluita i en agraïment el rei macedoni va donar als seus habitants la llibertat i la facultat de restaurar les seves antigues lleis i institucions.
Després de la mort d'Alexandre, Sardes va quedar en possessió d'Antígon Monoftalm. Després de la seva mort en la batalla d'Ipsos (301 aC) va passar a mans de Lisímac de Tràcia, i el 282 aC dels selèucides, fins que el 222 aC Aqueu (fill d'Andròmac), parent del rei selèucida Antígon III el Gran i governador d'Àsia Menor, va actuar allí com a rei i potser fins i tot va prendre el títol reial. Antíoc III va assetjar Aqueos a la ciutat durant un any fins que el cretenc Lagoras va escalar les muralles per un punt sense vigilància i va poder ocupar la ciutat (214 aC), que va quedar molt malmesa i parcialment destruïda. Després de la derrota del selèucida Antíoc a Magnèsia del Sipilos, Sardes va quedar en poder de Roma i l'any següent hi va renunciar en el tractat d'Apamea (188 aC) a favor del Regne de Pèrgam, del qual va tornar a Roma el 133 aC i va formar part de la província d'Àsia. Sota l'Imperi Romà, la plana on estava situada la ciutat es coneixia com a Sardiene.
Durant el regnat de Tiberi fou destruïda per un terratrèmol (any 17) i l'emperador la va fer reconstruir. Després fou una ciutat mitjana de província, on va entrar aviat el cristianisme i on es van celebrar alguns concilis, continuà mantenint un cert nivell de prosperitat.
Fou capital d'un convent jurídic d'Àsia, i després capital de la província de Lídia (294 aC), esdevingué seu d'un bisbe metropolità.
Va romandre sota domini romà d'Orient fins a començament del segle xiv. El 1301 es van produir els primers atacs turcmans i el 1306 va passar a aquests per tractat. El 1402 fou destruïda per Tamerlà.
Una ciutat moderna sorgida a la rodalia porta el nom de Sart. Les ruïnes consisteixen en un estadi, un teatre, i una triple muralla de l'acròpoli amb les torres més altes. No lluny de la ciutat hi havia la tomba del rei Aliates II.
La ciutat va donar nom a la comarca, que es va dir Sardiene (Σαρδιανὸν πεδίον).
Foren nadius de Sardes el poeta Alcman, que va viure a Esparta, dos retòrics de nom Diodor (Diodor Zonas i Diodor el jove), i l'historiador Eunapi.